# Micheál Martin
Micheál Martin (pronunție în irlandeză [ˈmʲiːçaːl̪ˠ]; n. 1 august 1960, Cork, Irlanda) este un politician irlandez din partidul Fianna Fáil și prim-ministru al Irlandei din iunie 2020, lider al Fianna Fáil din ianuarie 2011. Deține funcția de Teachta Dála (TD) pentru circumscripția Cork South-Central din 1989. Anterior, a fost lider al opoziției în Irlanda din 2011 până în 2020, ministrul Afacerilor Externe din 2008 până în 2011, ministrul pentru Întreprinderi, Comerț și Ocuparea Forței de Muncă din 2004 până în 2008, Ministrul Sănătății și Copiilor din 2000 până în 2004, Ministrul Educației și Științei și primar în Cork din 1992 până în 1993.
În 2004, în timp ce era ministru al Sănătății și Copiilor, a interzis fumatul în toate locurile de muncă și a creat Health Service Executive (HSE). Irlanda a fost prima țară care a interzis complet fumatul la locul de muncă. Ca ministru de externe, în 2009, Martin a călătorit în America Latină pentru prima dată și a efectuat prima vizită oficială în Cuba a unui ministru irlandez. În același an, a călătorit la Khartoum, după răpirea lui Sharon Commins și Hilda Kawuki. În 2010, a devenit primul ministrul de externe occidental care a vizitat Gaza după ce Hamas a preluat controlul în 2007. 
În ianuarie 2011, Martin a demisionat din funcția de ministru al Afacerilor Externe și, ulterior, a fost ales ca al optulea lider al Fianna Fáil după demisia lui Cowen. La alegerile generale din 2011, Martin a obținut cele mai rele rezultate pentru partidul său în cei 85 de ani de istorie, pierzând 57 de locuri după o scădere a cotei de vot la 17,4%. La alegeri generale din 2016, Fianna Fáil a obținut rezultate semnificativ mai bune, având 44 de locuri în Dáil, în creștere de la 20. La alegerile generale din 2020, Fianna Fáil devenit cel mai mare partid, având 38 de locuri, cu un loc mai mult decât Sinn Fein, care au avut 37 de locuri. A fost numit Taoiseach (prim-ministru) pe 27 iunie 2020, în fruntea unui guvern de coaliție cu partidul Fine Gael și Partidul Verde, ca parte unui acordul istoric.

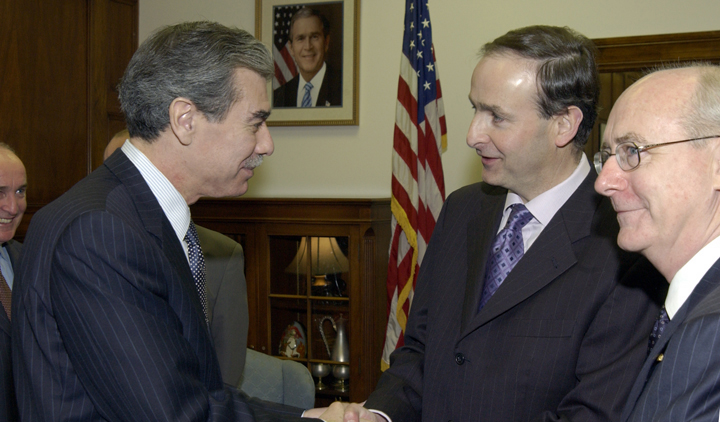
Martin cu secretarul american al comerțului, Carlos Gutierrez, în 2005